# Kinna
Kinna è una città della Svezia, capoluogo del comune di Mark, nella contea di Västra Götaland. Ha una popolazione di 14.555 abitanti.